# 木元進一郎
木元 進一郎（きもと しんいちろう、1927年12月2日 - 2012年5月25日）は、日本の経営学者。
大阪府大阪市出身。1950年明治大学商学科卒、1972年「経営参加制度研究」で経営学博士。明治大学経営学部講師、助教授、1962年教授となり、1996年退任、名誉教授となり、浜松大学教授、同大学学長を務めた。労務管理が専門で、労務理論学会の創設（1991年）に尽力し、同学会第二代会長、最高顧問。
2004年 旭日中綬章叙勲。

## 著書
- 『人事管理の基本問題』泉文堂 新経営学選書　1954
- 『職場における人間関係』通信教育振興会 1961
- 『労働組合の「経営参加」 労使協議制の日本的特質と変遷』森山書店 1964
  - 『労働組合の「経営参加」 「経営参加」の日本的特質と変遷 第2増補版』森山書店 1972
- 『労務管理 日本資本主義と労務管理』森山書店 1972
- 『労務管理と労働組合』労働旬報社 1974
- 『新しい労務管理とのたたかい』学習の友社 学習文庫　1977
- 『人事管理論の基礎』泉文堂 1977
- 『労務管理と労使関係』森山書店 1986
- 『能力主義と人事考課』新日本出版社 1998

### 共編著
- 『商工政策史 第15巻　繊維工業 上』加藤幸三郎共編 商工政策史刊行会 1968
- 『経営学総論』醍醐作三,藤芳誠一共編 中央経済社 1969
- 『労使関係論』編著 日本評論社 経営会計全書 1976
- 『現代中高年問題と労働組合 定年制・退職金・賃金・雇用の実務』高木督夫、深見謙介共編著 労働旬報社 1980
- 『現代日本企業と人事管理』編 労働旬報社 シリーズ:80年代の企業と労務管理 1981
- 『VDT労働 職場の不安と対応』北山利夫、宮野伸介共編 学習の友社 1985
- 『労務管理の基本問題』編著 中央経済社 1987
- 『激動期の日本労務管理』編著 高速印刷出版事業部 1991
- 『JR労務管理と健康破壊』芹沢憲一共編著 日本評論社 1992

## 論文
- <木元進一郎